# Namangan (provincie)
Namangan is een provincie (viloyat) van Oezbekistan.
Namangan telt naar schatting 2.620.000 inwoners op een oppervlakte van 7900 km².

## Demografie
Namangan telt ongeveer 2.620.000 inwoners (2017).
In 2017 werden er in totaal 62.200 kinderen geboren. Het geboortecijfer bedraagt 23,7‰. Er stierven in dezelfde periode 12.300 mensen. Het sterftecijfer bedraagt 4,7‰. De natuurlijke bevolkingstoename is +49.900 personen, ofwel +19,0‰.  
De gemiddelde leeftijd is 28,1 jaar (2017). De gemiddelde leeftijd is lager dan de rest van Oezbekistan.
Andizan · Buchara · Fergana · Jizzax · Namangan · Navoiy · Qashqadaryo · Samarkand · Sirdarjo · Surxondaryo · Tasjkent · Xorazm

Stad: Tasjkent

Autonome republiek: Karakalpakstan